# Drăgănești (Galați)
Drăgănești es una comuna ubicada en el distrito de Galați, Rumania.

## Superficie
Posee una superficie de 66,20 kilómetros cuadrados.

## Demografía
Hasta 2021 la población era de 4802 habitantes, con una densidad de población de 72,54 habitantes por kilómetro cuadrado.